# Dawsonia longiseta
Dawsonia longiseta là một loài Rêu trong họ Polytrichaceae. Loài này được Hampe mô tả khoa học đầu tiên năm 1860.